# Falsettos
Falsettos ist ein Musical in zwei Akten mit Musik und Liedtexten von William Finn und einem Buch von William Finn und James Lapine. Es basiert auf den einaktigen Musicals March of the Falsettos (1981) und Falsettoland (1990) aus einer Trilogie von William Finn (das erste war In Trousers (1979)), die ihre Premiere Off-Broadway hatten und für Falsettos in leicht modifizierter Form zu einem zweiaktigen Musical kombiniert wurden.
Das Stück handelt von Marvin, der seine Frau Trina verlassen hat, um mit einem Mann namens Whizzer zusammenzuleben, der jedoch an AIDS erkrankt und stirbt. Aufgrund seiner Herkunft als Off-Broadway-Werk kommt es im Vergleich zu vielen anderen Broadway-Musicals mit einer sehr kleinen Besetzung von nur sieben Rollen aus. Auch die Dekorationen sind sehr schlicht gehalten.
Falsettos hatte seine Premiere 1992 am New Yorker Broadway und wurde für sieben Tony Awards nominiert, von denen die Tony Awards für das beste Buch sowie für die beste Originalmusik gewonnen wurden. 2016 gab es ein Broadway-Revival, das für fünf Tony Awards (darunter bestes Revival eines Musicals) nominiert war. Außerdem war das Musical in Großbritannien und in Australien zu sehen. Die Londoner Produktion von 2019 wurde im März 2020 mit dem Publikumspreis Whatsonstage Awards als Beste Off-Westend-Produktion ausgezeichnet. Die Kritik lobte das Stück vor allem für seine Kompositionen, die Charakterentwicklung, den Humor und die positive Darstellung nicht-traditioneller Familienstrukturen.

## Handlung

### 1. Akt
Nie York City im Jahr 1979: Marvin hat seine Frau Trina für seinen Liebhaber Whizzer verlassen und lebt gemeinsam mit Whizzer und seinem Sohn Jason in New York City. Da Trina Probleme mit der Situation hat, empfiehlt ihr Ex-Mann Marvin ihr einen Besuch bei dem Psychiater Mendel, bei dem er auch in Behandlung ist. Als Mendel Trina kennenlernt, findet er sie sofort attraktiv. Währenddessen haben Marvin und Whizzer Angst, ihre Beziehung könnte zerbrechen, da sie zwar eine große gegenseitige Anziehung verspüren, aber ansonsten nicht viel gemeinsam haben. Marvin und Whizzer streiten sich, da Whizzer nicht viel von Monogamie hält und das Gefühl hat, Marvin wolle ihn in die Rolle eines Hausmanns zwängen. Auch Trina fürchtet, Whizzer könne immer mehr ihre Rolle in der Familie übernehmen.
Trina und Mendel lernen sich immer besser kennen und als Mendel ihr einen Heiratsantrag macht, sagt Trina Ja und die beiden ziehen zusammen. Unterdessen trennen sich Marvin und Whizzer. Whizzer wurde wegen seines guten Aussehens immer wieder von anderen Männern ausgenutzt und will nicht so weitermachen wie bisher, da er das Gefühl hat, zu wenig Gemeinsamkeiten mit Marvin jenseits körperlicher Anziehung zu haben. Nachdem Marvin nach Trina nun auch Whizzer verloren hat, der sich auch gut mit Marvins Sohn Jason verstand, versichert er Jason, immer für ihn da zu sein.

### 2. Akt
New York City im Jahr 1981: Marvin hat Whizzer seit zwei Jahren nicht mehr gesehen, kann ihn jedoch immer noch nicht vergessen. Er teilt sich das Sorgerecht für Jason mit Trina, die inzwischen mit Mendel verheiratet ist, und die beiden planen Jasons Bar Mitzwa. Außerdem hat Marvin sich mit seinen zwei neuen Nachbarinnen, einem lesbischen Paar, angefreundet: der Ärztin Charlotte und Cordelia, die einen Cateringdienst betreibt. Als Jason ein Baseballspiel hat, erscheint dort auch Whizzer, da Jason ihn eingeladen hat und er Jason nicht enttäuschen möchte. Marvin bittet Whizzer um ein Date und die beiden kommen wieder zusammen.
Eines Morgens sitzt Marvin im Bett und beobachtet den schlafenden Whizzer. Ihm wird bewusst, dass Whizzer die Liebe seines Lebens ist. Charlotte bemerkt unterdessen, dass in ihrem Krankenhaus immer öfter junge, schwule Männer eingeliefert werden, die an einer mysteriösen Krankheit leiden, die niemand erklären kann. Als Whizzer bei einem Racquetball-Spiel mit Marvin zusammenbricht, wird auch er ins Krankenhaus eingeliefert und zeigt dieselben Symptome. Alle versuchen, Whizzer aufzuheitern, nur Jason sagt ihm in seiner kindlichen Naivität, er sähe schlecht aus. Als Mendel und Trina später Jason erklären, dass Whizzer nicht mehr gesund werden wird, bieten sie ihm an, die Bar Mitzwa abzusagen.
Als Whizzers Gesundheitszustand immer schlechter wird, betet Jason, dass Whizzer wieder gesund wird und verspricht, seine Bar Mitzwa zu halten, wenn es dafür Whizzer wieder besser geht. Jedoch wird klar, dass Whizzer bald sterben wird. Er erträgt sein Schicksal mit Mut und Würde. Jason wünscht sich, dass Whizzer bei seiner Bar Mitzwa dabei ist und will sie deshalb bei Whizzer im Krankenzimmer begehen, was Whizzer sehr rührt und ihn nochmal alle verbleibenden Kräfte sammeln lässt. Am Ende der Zeremonie kollabiert Whizzer und wird aus dem Zimmer gebracht. Nachdem auch alle anderen gegangen sind, bleibt Marvin alleine zurück und fragt sich, wie sein Leben ohne Whizzer verlaufen wäre. Als Whizzers Geist ihm erscheint und ihn fragt, ob Marvin ihre Beziehung bereut, weist Marvin dies zurück und betont, er würde alles wieder genauso machen. Auf Whizzers Beerdigung treffen sich alle und trösten Marvin, der um seine große Liebe Whizzer trauert.

## Musiktitel
1. Akt
- „Four Jews in a Room Bitching“ – Whizzer, Marvin, Jason, Mendel und Trina
- „A Tight-Knit Family“ – Marvin
- „Love Is Blind“ – Marvin, Jason, Whizzer, Mendel und Trina
- „Thrill of First Love“ – Marvin und Whizzer
- „Marvin at the Psychiatrist“ – Mendel, Marvin, Jason und Whizzer
- „My Father's a Homo“ – Jason
- „Everyone Tells Jason to See a Psychiatrist“ – Jason, Marvin, Trina und Whizzer
- „This Had Better Come to a Stop“ – Marvin, Whizzer, Jason, Trina und Mendel
- „I'm Breaking Down“ – Trina (stammt ursprünglich aus In Trousers)
- „Please Come to Our House“ – Mendel, Trina und Jason.
- „Jason's Therapy“ – Mendel, Trina, Whizzer, Marvin und Jason
- „A Marriage Proposal“ – Mendel, Trina und Jason
- „A Tight-Knit Family (reprise)“ – Mendel und Marvin
- „Trina's Song“ – Trina
- „March of the Falsettos“ – Mendel, Marvin, Jason und Whizzer
- „Trina's Song“ (reprise) – Trina
- „The Chess Game“ – Marvin und Whizzer
- „Making a Home“ – Mendel, Jason, Trina und Whizzer
- „The Games I Play“ – Whizzer
- „Marvin Hits Trina“ – Marvin, Mendel, Jason, Trina und Whizzer
- „I Never Wanted to Love You“ – Marvin, Mendel, Jason, Trina und Whizzer
- „Father to Son“ – Marvin und Jason

2. Akt
- „Falsettoland“ – Mendel & Ensemble
- „About Time“ – Marvin & Ensemble
- „The Year of the Child“ – Marvin, Trina, Mendel, Jason, Charlotte und Cordelia
- „Miracle of Judaism“ – Jason
- „The Baseball Game“ – Ensemble
- „A Day in Falsettoland“ – Ensemble
- „The Fight“ – Mendel, Jason, Marvin und Trina
- „Everyone Hates His Parents“ – Mendel, Jason, Marvin und Trina
- „What More Can I Say“ – Marvin
- „Something Bad Is Happening“ – Charlotte und Cordelia
- „More Racquetball“ – Marvin und Whizzer
- „Holding to the Ground“ – Trina
- „Days Like This“ – Ensemble
- „Cancelling the Bar Mitzvah“ – Mendel, Trina und Jason
- „Unlikely Lovers“ – Marvin, Whizzer, Charlotte und Cordelia
- „Another Miracle of Judaism“ – Jason
- „Something Bad Is Happening (reprise)“ – Charlotte
- „You Gotta Die Sometime“ – Whizzer
- „Jason's Bar Mitzvah“ – Ensemble
- „What Would I Do?“ – Marvin und Whizzer
- „Falsettoland“ (Reprise) – Mendel

## Entstehung

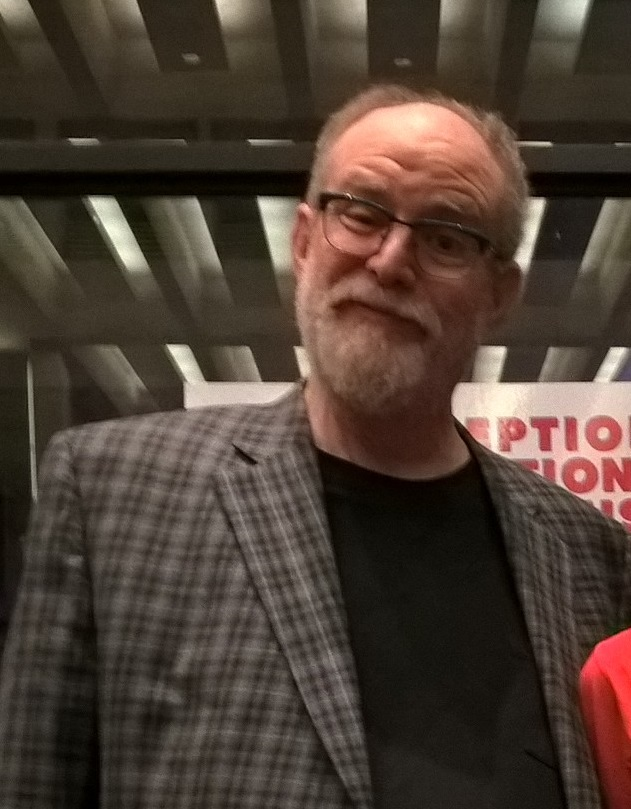
William Finn, Komponist und Autor von Falsettos (Aufnahme: 2016)

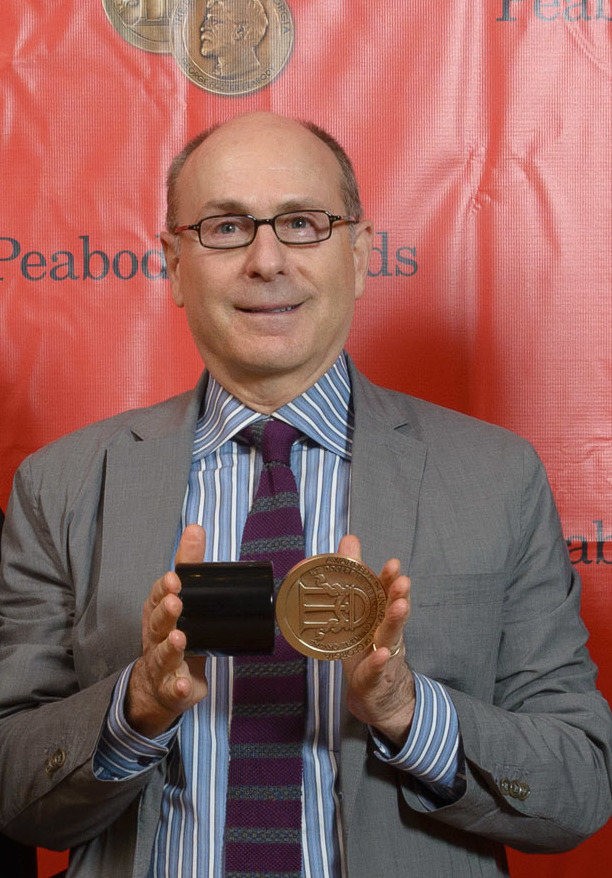
James Lapine, Co-Autor und Regisseur von Falsettos (Aufnahme: 2014)

William Finn begann seine Theaterkarriere 1979 mit dem einaktigen Musical In Trousers, in dessen Mittelpunkt Marvin steht, der mit Trina verheiratet ist, aber seine Sexualität hinterfragt. Nachdem das Stück vorwiegend negative Kritiken erhalten hatte, beschloss Finn zunächst, dem Theater den Rücken zu kehren und Medizin zu studieren. Da er Probleme im Studium hatte, widmete er sich wieder dem Schreiben über seinen Charakter Marvin.
In der Folge schrieb Finn ein weiteres einaktiges Musical um Marvin und seine Familie mit dem Titel March of the Falsettos, für das er gemeinsam mit Regisseur James Lapine am Buch arbeitete. Das Stück hatte seine Premiere im April 1981 und erhielt deutlich positivere Kritiken.
Fast zehn Jahre später, im Juni 1990, hatte Falsettoland Premiere, ein weiteres einaktiges Musical, in dem Finn die AIDS-Epidemie der 1980er-Jahre aufgriff und mit dem er seine Marvin Trilogie abschloss. Mit diesem Werk überzeugte er mehr Zuschauer und Kritiker und das Stück lief von Juni 1990 bis Januar 1991.
Schließlich begannen William Finn und James Lapine mit den Arbeiten, um March of the Falsettos und Falsettoland zu einem regulären Musical in zwei Akten zu kombinieren. Dabei wurden in den beiden Teilen einige kleinere Anpassungen vorgenommen, um ein stringentes Gesamtwerk zu erhalten. Dieses neue, kombinierte Werk hatte im April 1992 unter der Regie von James Lapine Premiere am Broadway, wo es über ein Jahr gespielt wurde und ein großer Erfolg wurde. Es wurde für sieben Tony Awards nominiert, von denen es zwei gewinnen konnte: den Tony Award für das beste Buch sowie den Tony Award für die beste Originalmusik. Außerdem konnte es einen Theatre World Award gewinnen. Aufgrund des großen Erfolgs folgten zwei Tourneen 1992 und 1993.
2015 kündigte der Theaterproduzent Jordan Roth ein Revival für 2016 an, bei dem James Lapine wieder Regie führte und das abermals ein Erfolg wurde. Dieser Produktion folgte eine dritte US-Tour 2019.
Ebenfalls 2019 wurde das Musical in London für eine limitierte Laufzeit auf die Bühne gebracht. Auch dort stieß das Werk auf überwiegend positive Kritiken.

## Produktionen
- Originalproduktion: 29. April 1992 bis 27. Juni 1993 (487 Vorstellungen): John Golden Theatre, New York City
- Broadway-Revival: 27. Oktober 2016 (Preview ab 29. September 2016) – 8. Januar 2017: Walter Kerr Theatre, New York City
- West-End: 5. September 2019 (Previews ab 30. August 2019) – 23. November 2019: The Other Palace, London

Außerdem gab es zwei US-Tourneen 1992 und 1993, eine australische Tournee 1994 und eine weitere US-Tour 2019.

## Besetzungen
| Rolle     | Broadway         | Erste National Tour | Zweite National Tour | Australien Premiere                                     | Broadway Revival   | Dritte National Tour                         | Off-West End                                                |
| Rolle     | 1992             | 1992                | 1993                 | 1994                                                    | 2016               | 2019                                         | 2019                                                        |
| --------- | ---------------- | ------------------- | -------------------- | ------------------------------------------------------- | ------------------ | -------------------------------------------- | ----------------------------------------------------------- |
| Marvin    | Michael Rupert   | Adrian Zmed         | Gregg Edelman        | John O’May                                              | Christian Borle    | Max von Essen                                | Daniel Boys                                                 |
| Trina     | Barbara Walsh    | Carolee Carmello    | Carolee Carmello     | Gina Riley                                              | Stephanie J. Block | Eden Espinosa                                | Laura Pitt-Pulford                                          |
| Whizzer   | Stephen Bogardus | Ray Walker          | Peter Reardon        | Simon Burke                                             | Andrew Rannells    | Nick Adams                                   | Oliver Savile                                               |
| Mendel    | Chip Zien        | Stuart Zagnit       | Adam Heller          | Tony Sheldon                                            | Brandon Uranowitz  | Nick Blaemire                                | Joel Montague                                               |
| Jason     | Jonathan Kaplan  | Jeffrey Landman     | Ramzi Khalaf         | Michael Hamilton, Kerry-Andre Palavicino, Brent Stiller | Anthony Rosenthal  | Jonah Mussolino, Thatcher Jacobs, Jim Kaplan | Albert Atack, George Kennedy, Elliot Morris, James Williams |
| Charlotte | Heather MacRae   | Barbara Marineau    | Barbara Marineau     | Valerie Bader                                           | Tracie Thoms       | Bryonha Marie Parham                         | Gemma Knight-Jones                                          |
| Cordelia  | Carolee Carmello | Yvette Lawrence     | Jessica Molaskey     | Sharon Millerchip                                       | Betsy Wolfe        | Audrey Cardwell                              | Natasha J Barnes                                            |

## Tonträger
Am 27. Januar 2017 wurde ein Cast-Album des Broadway-Revival von 2016 veröffentlicht. Es stieg in den Billboard-Charts auf Platz 2 in den Cast Album Charts und auf Platz 98 in den Album Sales Charts.

## Fernsehaufzeichnung
Am 3. und 4. Januar 2017 wurden die Vorstellungen des Broadway Revivals von PBS aufgezeichnet und am 27. Oktober 2017 im Rahmen der Reihe Live from Lincoln Center von PBS ausgestrahlt. Für die Fernsehaufzeichnung wurden einzelne Zeilen der Texte der Titel „I'm Breaking Down“, „The Chess Game“, „The Baseball Game“, „You Gotta Die Sometime“ und „A Day in Falsettoland“ wegen der Vorgaben zur Wortwahl bei Fernsehausstrahlungen angepasst.